# Federația Austriacă de Fotbal
Federația Austriacă de Fotbal (în germană: Österreichischer Fußball-Bund; ÖFB) este forul conducător al fotbalului din Austria. Organizează Bundesliga Austriacă și Cupa Austriei.